# 3229-es mellékút (Magyarország)
A 3229-es számú mellékút egy közel 4,5 kilométeres hosszúságú, négy számjegyű mellékút Jász-Nagykun-Szolnok vármegye és Heves vármegye határvidékén; Tarnaörstől húzódik Jászdózsa központjáig.

## Nyomvonala
A 3205-ös útból ágazik ki, annak a 9+900-as kilométerszelvénye közelében, a Tarna bal partján fekvő, Heves vármegyei Tarnaörs belterületének nyugati szélétől alig 100-150 méterre, de már a Tarna túlpartján, külterületen. Délnyugati irányban indul, majd 2,6 kilométer megtétele után átszeli a megyehatárt és Jász-Nagykun-Szolnok vármegye, ezen belül is Jászdózsa határai között folytatódik. 3,2 kilométer után, nyílt vonali szakaszon keresztezi a Vámosgyörk–Újszász-vasútvonal vágányait, majd kissé nyugatabbnak fordul. Kevéssel a negyedik kilométere előtt éri el a község első házait, ahol előbb a Paksikert utca, majd egy közel derékszögű irányváltás után Vermek utca lesz a neve. Így is ér véget a falu központjában, beletorkollva a Jászárokszállás határától Jászjákóhalmáig vezető 32 134-es számú mellékútba, annak 5+150-es kilométerszelvénye közelében.
Teljes hossza, az országos közutak térképes nyilvántartását szolgáló kira.kozut.hu adatbázisa szerint 4,346 kilométer.

## Települések az út mentén
- (Tarnaörs)
- Jászdózsa